# Lužice (district de Most)
Pour les articles homonymes, voir Lužice.
Lužice (en allemand : Luschitz) est une commune du district de Most, dans la région d'Ústí nad Labem, en République tchèque. Sa population s'élevait à 672 habitants en 2021.

## Géographie
Lužice se trouve à 9 km à l'est de Most, à 29 km au sud-ouest d'Ústí nad Labem et à 68 km au nord-ouest de Prague.
La commune est limitée par Obrnice et Želenice au nord, par Hrobčice et Měrunice à l'est, par Skršín au sud, et par Korozluky et Patokryje à l'ouest.

## Histoire
La première mention écrite de la localité date de 1352.

## Transports
Par la route, Lužice se trouve à 10 km de Most, à 39 km d'Ústí nad Labem et à 84 km de Prague.